# Gmina Biskupiec (Powiat Nowomiejski)
Die Gmina Biskupiec ist eine Landgemeinde im Powiat Nowomiejski der Woiwodschaft Ermland-Masuren in Polen. Sitz ist der gleichnamige Ort (deutsch: Bischofswerder) mit 1913 Einwohnern (2010).

## Geographie
Der namensgebende Ort liegt im historischen Oberland am rechten Ufer der Osa (Ossa) in einer Höhe von 80 m über dem Meeresniveau, etwa 23 km südlich von Susz (Rosenberg) und 38 km südöstlich von Kwidzyn (Marienwerder). Die Gemeinde hat eine Fläche von 241 km². Die Ossa bildete 1920–1939 die Grenze zum Polnischen Korridor.

## Gliederung
Zur Landgemeinde Biskupiec gehören 25 Dörfer (deutsche Namen bis 1945) mit einem Schulzenamt:
- Babalice (Babalitz)
- Bielice (Bielitz)
- Biskupiec (Bischofswerder)
- Czachówki (Schackenhof)
- Fitowo (Fittowo)
- Gaj (Gay)
- Krotoszyny (Krottoschin)
- Łąkorek (Lonkorrek)
- Łąkorz (Lonkorsz)
- Lipinki (Lippinken)
- Mierzyn (Petersdorf)
- Osetno (Ossettno)
- Ostrowite (Ostrowitt)
- Piotrowice Duże ((Groß) Peterwitz)
- Pietrowice Małe (Klein Peterwitz)
- Podlasek Duży (Konradswalde)
- Podlasek Mały
- Rywałdzik (Klein Rehwalde)
- Słupnica (Stangenwalde)
- Sumin (Summin)
- Szwarcenowo (Schwarzenau)
- Tymawa Wielka (Groß Thiemau)
- Wardęgowo (Wardengowo)
- Wielka Wólka (Groß Wolka)
- Wonna (Wonno)

Weitere Ortschaften der Gemeinde sind Buczek (Buczek), Iwanki, Leszczyniak, Mała Wólka (Klein Wolka), Mec, Osówko (Ossowken), Podwólka, Sędzice (Sendzitz), Wąkop, Wardęgówko (Wardengowko),  Wielgrób (Wielgrub) und Zawada (Annenwalde).

## Verkehr
Da die nicht weit entfernt liegende Stadt ebenfalls Biskupiec (Bischofsburg) heißt, bezeichnet die polnische Bahn PKP die hiesige Bahnstation als Biskupiec Pomorski, die andere – an der Bahnstrecke Czerwonka–Ełk –  als Biskupiec Reszelski. Die hiesige liegt im Dorf Bielice an der Bahnstrecke Toruń–Iława.
Die Gemeinde ist über die Überlandstraße 538 an das Verkehrsnetz angeschlossen.

## Persönlichkeiten
- Friedrich Lange (1849–1927), Chirurg in New York, Wohltäter in Königsberg und Westpreußen; geboren in Lonkorrek.